# Franco Masoni
Franco Masoni (Lugano, 30 december 1923) is een Zwitsers voormalig advocaat, notaris en politicus voor de Vrijzinnig-Democratische Partij (FDP/PRD) uit het kanton Bern.

## Biografie

### Afkomst en opleiding
Franco Masoni was een zoon van Igino Masoni, die typograaf was van Toscaanse afkomst, en van Marina Mazzuconi. In 1955 trouwde hij met Valeria Fontana, die de eerste vrouwelijke advocaat en notaris was van het kanton Ticino. Na zijn schooltijd in Lugano studeerde hij rechten aan de Universiteit van Heidelberg en de Universiteit van Bern, waar bij in 1955 zijn diploma behaalde. In 1957 opende hij in Lugano zijn praktijk als advocaat en notaris.

### Politicus
In 1946 werd Masoni lid van de liberaal-radicale jongerenbeweging in het kanton Ticino. Hij zetelde in de gemeenteraad van Lugano van 1956 tot 1972 en van 1982 tot 1990. Hij was tevens lid van de Grote Raad van Ticino van 1959 tot 1975.
Op federaal vlak zetelde hij in beide kamers van de Bondsvergadering. Zo zetelde hij van 27 februari 1967 tot 30 november 1975 in de Nationale Raad, om vervolgens een eerste maal van 1 december 1975 tot 25 november 1979 en een tweede maal van 28 november 1983 tot 24 november 1991 te zetelen in de Kantonsraad. Van 30 november 1987 tot 28 november 1988 was hij voorzitter van de Kantonsraad. Vanaf de jaren 1970 was hij een van de politieke zwaargewichten in de rechtervleugel van zijn partij, en zette hij de politieke lijnen uit van de krant Gazzetta Ticinese.
Masoni zetelde in diverse raden van bestuur, zoals onder meer deze van de Schweizerischer Bankverein en de Banca della Svizzera Italiana, en was tevens verbonden aan diverse kantonnale, nationale en internationale culturele organisaties.